# Cessna 150

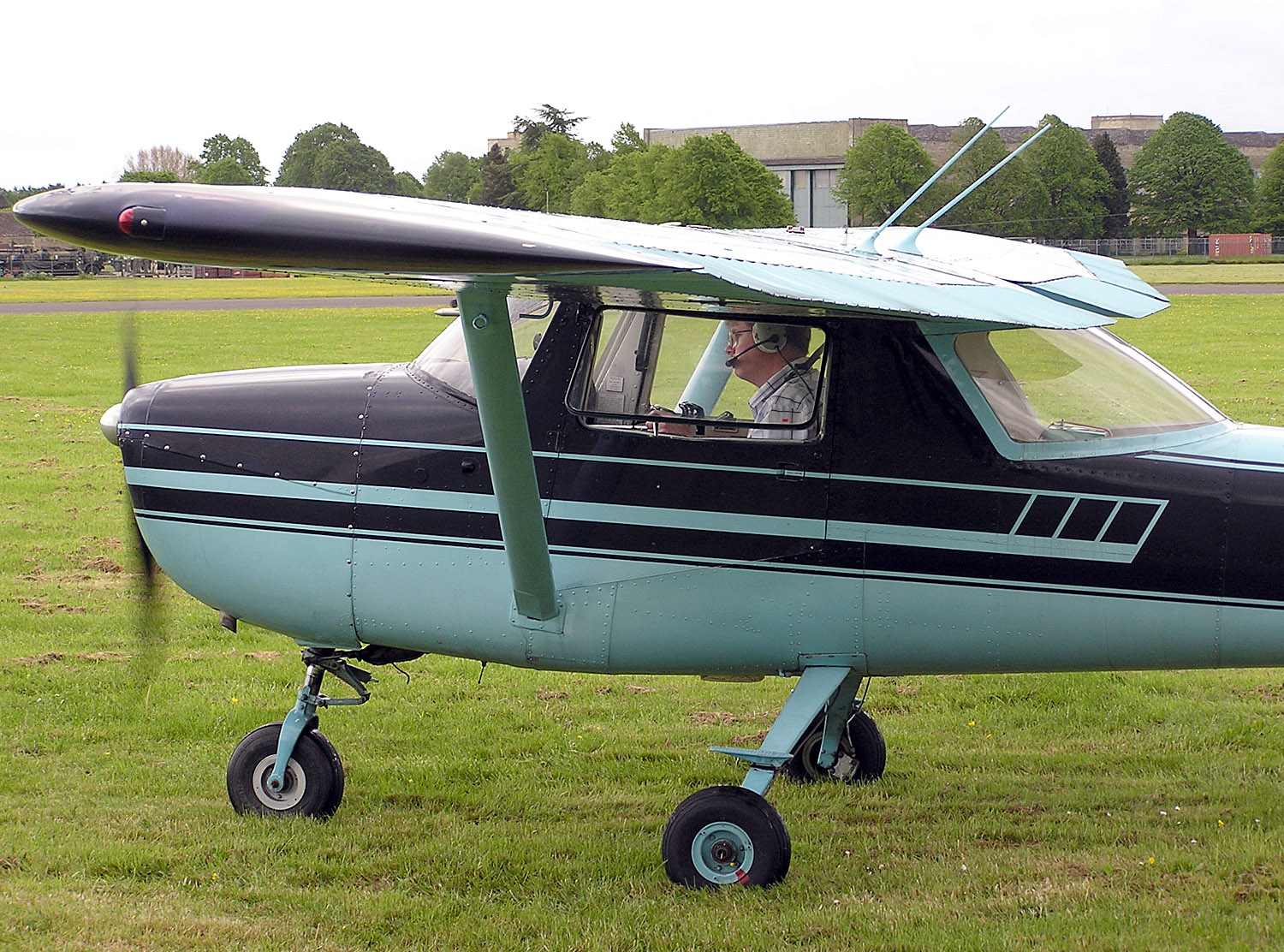
1965 Cessna 150E
Vista em ângulos diferentes
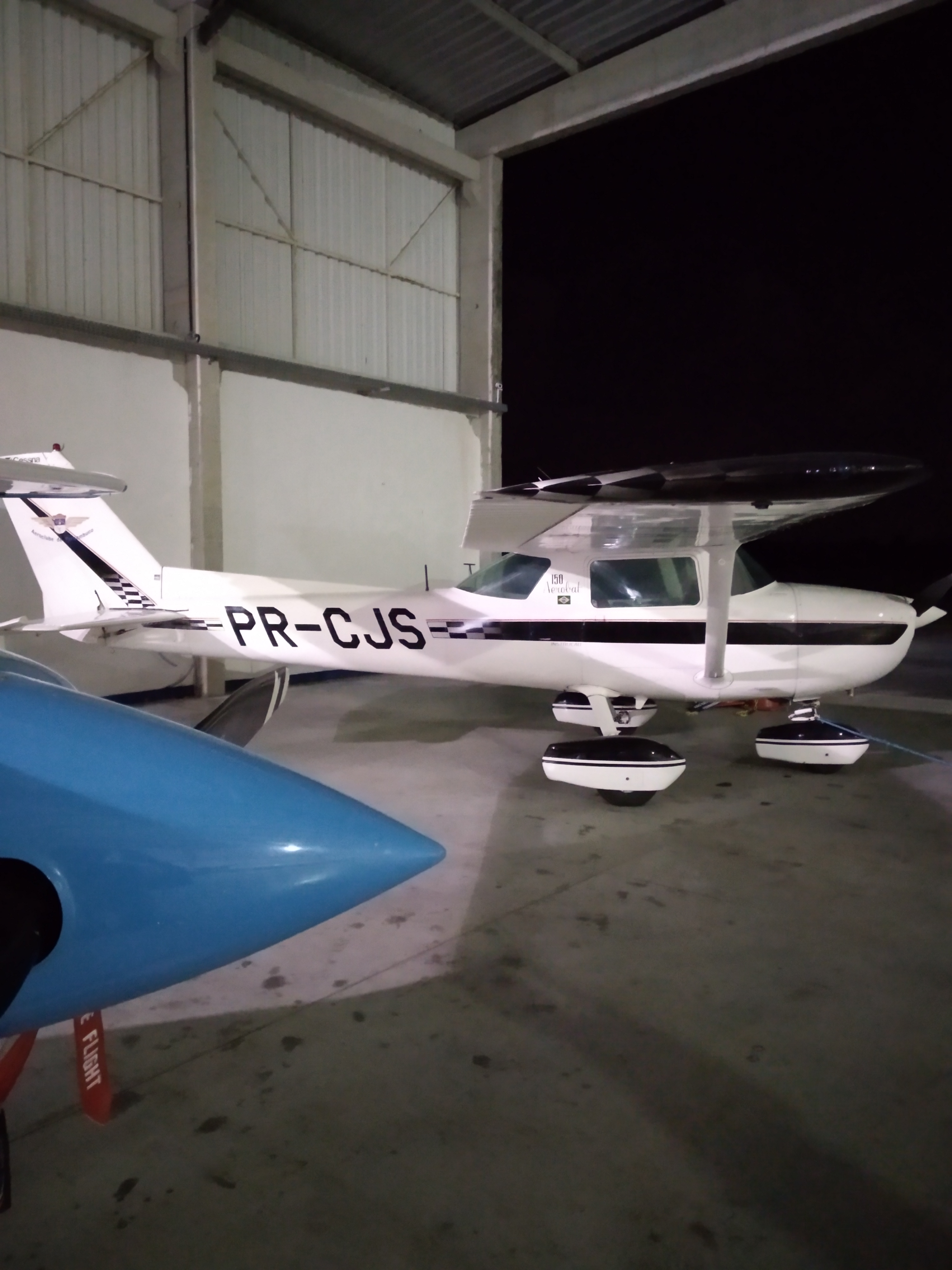
Cessna A150L Aerobat - Aeroclube de Pernambuco

## Desenvolvimento
O desenvolvimento do Modelo 150 começou em meados da década de 1950 com a decisão da Cessna Aircraft de produzir um sucessor do popular Cessna 140 que terminou a produção em 1951. As principais mudanças no design do 150 foram o uso do trem de pouso triciclo, que é mais fácil de aprender a usar do que o trem de pouso da roda traseira do Cessna 140, e substituindo as pontas das asas arredondadas e os estabilizadores horizontais e verticais por perfis mais modernos e quadrados. Além disso, os flaps de asa estreitos e articulados do 140 foram substituídos por maiores e muito mais eficazes Fowler flaps.
O protótipo Cessna 150 voou pela primeira vez em 12 de setembro de 1957, com a produção começando em setembro de 1958 na fábrica da Cessna Wichita, Kansas. 1.764 aeronaves também foram produzidas pela Reims Aviation sob licença na França. Estes 150s fabricados na França foram designados Reims F-150, o "F" indicando que foram construídos na França.
Os 150 de fabricação americana foram todos produzidos com o motor Continental O-200-A100 hp (75 kW), mas os aviões construídos em Reims são movidos por um Rolls Royce Continental O-200-As. Algumas versões têm motores Continental O-240-A.
Todos os modelos de 1966 em diante têm portas maiores e maior espaço para bagagem. Com o 1967 Modelo 150G, as portas foram curvadas para fora 1,5 polegadas (38 mm) em cada lado para fornecer mais espaço de cotovelo da cabine.
O 150 foi sucedido no verão de 1977 pelo intimamente relacionado Cessna 152. O 152 é mais econômico de operar devido ao aumento do TBO (tempo entre revisões) do motor Lycoming O-235. O 152 teve seu deslocamento de flap limitado a 30 graus, a partir da deflexão de flap de 40 graus de 150, para melhor subida com flaps completos e o peso bruto máximo certificado foi aumentado de 1.600 lb (726 kg) no 150 para 1670 lb (757 kg) no 152. A produção do 152 terminou em 1985, quando a fabricação de todos os singles de pistão Cessna foi suspensa

## Especificações

### Características Gerais
- Tripulação: 1 Piloto
- Capacidade: 1 Piloto e 1 Passageiro
- Comprimento: 24 ft (7.3 m)
- Envergadura: 33 ft 4 in (10.2 m)
- Altura: 8 ft 6 in (2.6 m)
- Área da Asa: 160 ft² (15 m²)
- Peso vazio: 1.111 lb (504 kg)
- Peso Máximo de Decolagem: 1.600 lb (726 kg)
- Distância de Decolagem: 489 ft (222 m)
- Motorização: 1x Continental O-200A, boxer de quatro cilindros, 100 cavalos (75 kW), a 2.750 rpm

### Desempenho
- Velocidade Máxima: 141 kt (259 km/h)
- Velocidade de Cruzeiro: 107 kt (198 km/h)
- Autonomia: 4 horas
- Consumo: 20L/h (5.6 U.S. GAL/h)
- Teto (altitude máxima): 14.000 ft (4.300 m)
- Razão de subida: 670 ft/min (204 m/min)
- Razão de Sustentação por Arrasto: 7
- Carga Alar máxima: 10 lb/ft² (49 kg/m²)
- Potência/Massa: 0.0625 hp/lb (103 W/kg)

## Modelos
- AgWagon e AgTruck
- Cessna 140
- Cessna 150
- Cessna 152
- Cessna 172
- Cessna 175
- Cessna 177
- Cessna 180
- Cessna 182
- Cessna 185
- Cessna 205 e 206 Stationair
- Cessna 208
- Cessna 210
- Cessna 303
- Cessna 310
- Cessna 337
- Cessna 402
- Cessna Citation X
- Cessna T-37